# Podwójna warstwa elektryczna

Schematyczne przedstawienie podwójnej warstwy elektrycznej

Podwójna warstwa elektryczna – w fizykochemii koloidów i elektrochemii, to określenie modelu struktury pojawiającej się na granicy dwóch faz.
Podwójna warstwa elektryczna ma fundamentalne znaczenie w opisie złożonych i powszechnie spotykanych struktur materii. Jest powodem stabilności wielu układów koloidalnych, na przykład mleka.

## Historia
Pierwszy model podwójnej warstwy elektrycznej przedstawił Hermann von Helmholtz (1879). Fizyczna podstawa tego modelu to warstwa jonów zaadsorbowanych na powierzchni. Matematyczny opis polegał na porównaniu tej warstwy do kondensatora. Główni autorzy późniejszego ulepszenia tego modelu to Louis Georges Gouy (1910), David Leonard Chapman (1913) i Otto Stern (1924). Peter Debye i Erich Hückel (1923) są głównymi autorami związanego formalizmu matematycznego.

## Struktura

Podwójna warstwa elektryczna na powierzchni fazy stałej

Na powierzchni ciała zanurzonego w elektrolicie jest zaadsorbowana warstwa jonów. Ta warstwa przylega ściśle do powierzchni i tworzy tak zwany ładunek powierzchniowy. Dalej od powierzchni jest warstwa dyfuzyjna („rozmyta”) jonów o ładunku przeciwnym do ładunku powierzchniowego. Całkowita algebraiczna suma ładunku elektrycznego jest zerowa. Nierównomierne rozmieszczenie ładunku powoduje różnicę potencjału elektrycznego na granicy międzyfazowej.
Warstwa podwójna może być także utworzona przez orientacje dipoli na powierzchni, albo poprzez dysocjację powierzchniowych grup funkcyjnych.
Ciało zanurzone w elektrolicie może być ciałem stałym, kroplą cieczy lub pęcherzykiem gazu.
Typowo warstwa podwójna ma grubość rzędu nanometrów i zależy od siły jonowej elektrolitu. Miarą tej grubości jest długość Debye’a.